# Gheorghe Pituț

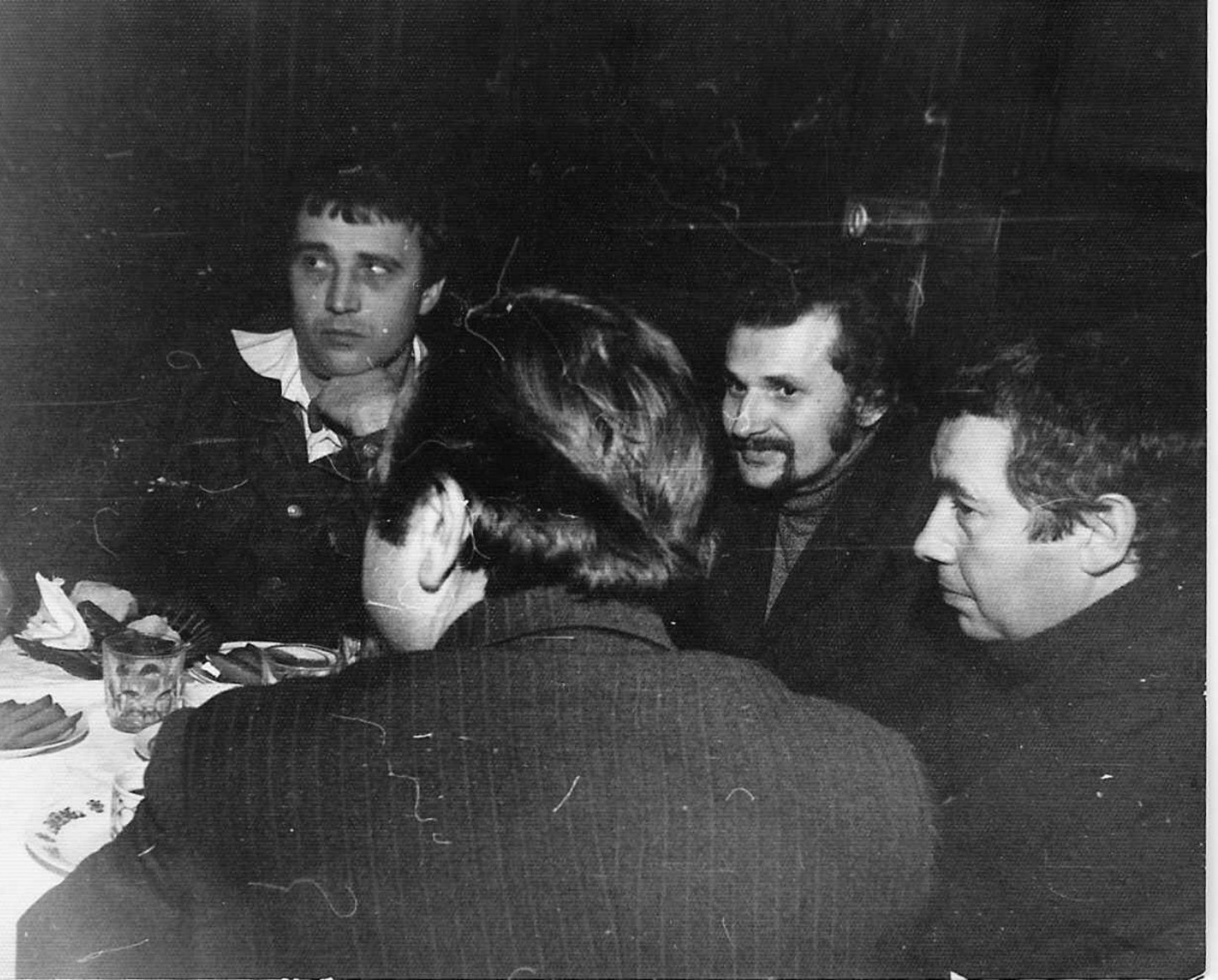
Gheorghe Pituţ şi Matei Gavril la Casa Scriitorilor Bucureşti

Gheorghe Pituț (n. 1 aprilie 1940, Săliște de Beiuș – d. 6 iunie 1991, București) a fost un poet și prozator român. A scris printre altele Călătorie în Uriaș.
Festivalul de poezie „Gheorghe Pituț” din Beiuș este numit în cinstea sa, iar în Beiuș și Oradea există străzi numite în cinstea sa. A fost fratele interpretei de muzică populară Viorica Flintașu.

## Opera

### Antume
- 1966 – (debut) Poarta cetății, Ed. Tineretului, București, 1966, Colecția Luceafărul
- 1968 – Cine mă apără, Ed. Tineretului, București, 1968
- 1968 – Frunze – Pomi – Arbori, Ed. Tineretului, București,1968
- 1969 – Ochiul Neantului, Ed. pentru literatură, București, 1969
- 1969 – Sunetul originar, Ed. Tineretului, București, 1969, Colecția Albatros
- 1970 – Fum, Ed. Eminescu, 1970, București (cu milesimul editorial 1971)
- 1977 – Stelele  fixe, Ed. Eminescu, București, 1977 (Premiul Uniunii Scriitorilor)
- 1982 – Noaptea luminată, Ed. Albatros, prefața Mihai Ungheanu, București, 1982, colecția „Poeți români contemporani”
- 1982 – Locuri și oameni, scriitori și parabole, Ed. Cartea Românească, București, 1982
- 1983 – Aventurile marelui motan criminal Maciste, Ed. Sport - Turism, București, 1983

### Postume
- 1995 – Stelele fixe (Antologie), Ed. Eminescu, București, 1995, (colecția Poeți români contemporani)
- 1995 - Sonete, Ed. Albatros, București, 1995
- 1996 - Umbra unui țipăt, Ed. Helicon, Timișoara, 1996
- 1997 - Scrisori de iubire din 21 de poeme, Ed. Augusta, Timișoara, 1997
- 1998 - Olimp,Der Olimp Ed. Fundației Culturale Române, Ediție bilingvă, București 1998.
- 1998 - Ochiul neantului, Ediție bibliofilă, Ed. Muzeul Literaturii Române, 1998.
- 1998 - Celălalt soare, Ed. Vinea, Colecția Ediții definitive, București, 1998, seria Scriitori români contemporani.
- 1999 - Scrisori de iubire din 21 de poeme, Ed. Biblioteca Bucureștilor, (ediție bibliofilă), București,1999.
- 2001 – Sonete, Ed. Cartea Românească, București, 2001, (ediție îngrijită de Valentina Pituț)
- 2002 - Călătorie în Uriaș, Ed. Muzeul Literaturii Române, Colecția Poeții orașului București, 2002.
- 2003 - Când îngerii adorm pe crengi, sonete, Ed. Decebal, Oradea, 2003
- 2003 – Culoarea visului. Portrete, cronici, tablete, Ed. România Press, București, 2003, ediție îngrijită de Valentina Pituț
- 2004 – Culoarea visului. Portrete, cronici, tablete, Ed. România Press, București, 2004
- 2004 – Stelele fixe, Ed. Fundației Internaționale pentru Cultură și Știință „Mihai Eminescu”, București, 2004 (colecția 33)
- 2006 – Aventurile marelui motan criminal Maciste, Ed. Minerva, București, 2006, cuv. înainte de Mircea Micu, ilustrații de Florin Pucă.
- 2006 – Iubita, puii albi și sfinții, sonete, Ed. Muzeul Literaturii Române, București, 2006, postfață, Geo Vasile, ediție îngrijită de Valentina Pituț
- 2010 - Sonete, audiobook, Ed. Fundației Paul Polidor, București, 2010

### Traduceri
- 1974 – 1991: în reviste și almanahuri literare din autorii: Peter Handke, Gerald Bisinger, Hilde Domin.
- 1978:  Hilde Domin, Numai o floare ca sprijin,  Ed. Univers, București, 1978, trad. Gheorghe Pituț și Lidia Stăniloae.